# Jovan Atanasija Došenović
Jovan Atanasija Došenović vagy magyarosan Dosenovics János Atanáz (? – Buda, 1811-1814 körül) magyarországi szerb ortodox lelkész, költő.

## Élete
Horvátországban, a Likai kerületben született, később ortodox lelkész lett.

## Munkái
- Učastije radostei iz dolžnija ljubvi G. Mojsesu Miokovicu episk. Karlstadt od strani klira Lickago. Velencze, 1807. (Köteles szeretet örömnyilvánítása a likai klérus részéről Miokovics Mózes károlyvárosi püspöknek)
- Čislenica ili nauka računa, Budim, 1809. (Számtan)
- Liriceska pjenija, Budim, 1809. (Lírai költemények)
- Azbukoprotes, Budim, 1810. (Lírai költemények)